# فيراند مارتينث
كان فيراند مارتينث ‏ كاهنًا في طليطلة وأمينًا للمجلس الاستشاري في عهد ألفونسو العاشر، المُلقب بالحكيم، وسانشو الرابع ملك قشتالة. عاش في النصف الثاني من القرن الثالث عشر واشتهر في الوسط النقدي الأدبي بتأليف كتاب الفارس ظافر.